# Ладонија (Тексас)
Ладонија (енгл. Ladonia) град је у америчкој савезној држави Тексас. По попису становништва из 2010. у њему је живело 612 становника.

## Демографија
Према попису становништва из 2010. у граду је живело 612 становника, што је 55 (8,2%) становника мање него 2000. године.
| Група             | 2000.       | 2010.       |
| Белци             | 466 (69,9%) | 361 (59,0%) |
| Афроамериканци    | 169 (25,3%) | 222 (36,3%) |
| Азијати           | 5 (0,7%)    | 3 (0,5%)    |
| Хиспаноамериканци | 17 (2,5%)   | 20 (3,3%)   |
| Укупно            | 667         | 612         |